# Christian de Bonchamps
Markies Christian de Bonchamps (Le Mans, 15 juni 1860 - Parijs, 9 december 1919) was een Frans ontdekkingsreiziger en koloniaal ambtenaar.

## Biografie
Van 1890 tot 1892 was Christian de Bonchamps tweede in rang in het kader van de expeditie van William Grant Stairs naar Katanga. In 1894 trad hij toe tot het Franse koloniale bestuur in Ivoorkust.
In 1897 werd hij door minister van Koloniën André Lebon op expeditie naar Ethiopië gezonden, om zich bij de expeditie van Jean-Baptiste Marchand te voegen. Aan deze expeditie namen ook Charles Michel-Côte, mijnbouwingenieur Léon Bartholin en de Zwitserse kunstenaar Maurice Potter deel. Vanuit Djibouti trokken zij via Addis Abeba naar Gore, dat ze in juni 1897 bereikten en waar ze zich vervoegden bij de expeditie van kapitein Henri Nicolas Clochette. Doen die in augustus 1897 stierf, voegden beide expedities zich samen. De expeditie zou echter worden opgehouden door de inheemse Ethiopische bevolking.
In november 1897 trok de expeditie verder, stak men de moerassen van Baro over en kwam men na grote moeite aan bij de samenvloeiing van Baro en de Adjouba op 29 december 1897. Bonchamps stuurde Potter en Faivre vervolgens op een verkenningstocht naar de samenvloeiing van de Sobat en de Nijl, die ze op 22 juni 1898 bereikten. Nadat zij evenwel de Marchand-expeditie niet konden opsporen, keerde de expeditie in juli 1898 terug naar Djibouti. Hoewel het doel om de Marchand-expeditie op te sporen en te vervoegen niet werd behaald, leverde de Bonchamps-expeditie waardevolle informatie op over westelijk Ethiopië en de Nijlvlaktes.
Christian de Bonchamps bekleedde vervolgens functies in het koloniale bestuur in Brazzaville, Ivoorkust en Frans-Somaliland. Hij beëindigde zijn loopbaan in Frans-West-Afrika.

## Werken
- "Une mission vers le Nil Blanc" in Bulletin de la Société de géographie, Parijs, vol. 19, 1898, p. 404-431.
- "Résultats géographiques de la mission de Bonchamps" in La Géographie, II, 1900, p. 25-34 (samen met Charles Michel-Côte).
- Vers Fachoda, à la rencontre de la mission Marchand à travers l’Éthiopie, 1900 (samen met Charles Michel-Côte).

- Bibliothèque nationale de France: cb12591359w (data)
- Gemeinsame Normdatei: 130638188
- International Standard Name Identifier: 0000 0000 2052 3248
- Base Léonore: LH//278/20
- Virtual International Authority File: 17341430
- WorldCat: E39PBJrwVwD4hRRj9wJBD7TT73